# Aedes koreicoides
Aedes koreicoides är en tvåvingeart som beskrevs av Sasa, Kano och Hayashi 1950. Aedes koreicoides ingår i släktet Aedes och familjen stickmyggor. Inga underarter finns listade i Catalogue of Life.